# 2220 Hicks
2220 Hicks је астероид главног астероидног појаса са средњом удаљеношћу од Сунца која износи 3,155 астрономских јединица (АЈ).
Апсолутна магнитуда астероида је 10,9.